# آکو آکو (کتاب)
آکو آکو: راز جزیره ایستر (انگلیسی: Aku-Aku: the Secret of Easter Island) کتابی اثر تور هایردال در سال ۱۹۵۷ دربارهٔ تاریخ و فرهنگ پلی‌نزی است.

## دربارهٔ کتاب
این کتاب که در سال ۱۹۵۷ به زبان‌های نروژی، سوئدی، دانمارکی و فنلاندی؛ و در سال بعد به زبان‌های فرانسوی و انگلیسی منتشر شد. حاصل تحقیقات انجام شده در سفر تحقیقاتی باستانشناسی نروژ، طی سالهای ۱۹۵۵–۱۹۵۶ می‌باشد. که تاریخ و فرهنگ پلی‌نزی در جزیره ایستر، جزایر آسترل، راپا ایتی(Rapa Iti) و ریووا(Raivavae) و جزایر مارکیز، شامل نوکو هیوا و هیوا اوآ را شرح می‌دهد. همچنین در آن شرح بازدید از جزیره پیت‌کرن، مانگاروا و تاهیتی نیز آمده‌است.
بیشترین بخش کتاب از کار در جزیره ایستر می‌گوید. جایی که اردوی تحقیقاتی، مجسمه‌های سنگی غول پیکر (موآی)، معادن رانو راراکو و پونا پائو، دهکده تشریفاتی اورونگو در رانو کائو و همچنین بسیاری موارد دیگر را در سایت‌ها و مکان‌های مختلف جزیره در سراسر آن بررسی می‌کرد.
می‌توان گفت که بخش اعظم جذابیت این کتاب از تعامل کارکنان اردوی تحقیقاتی، از پایگاه آن‌ها در ساحل آناکینا، با خود ساکنان جزیره ایستر که عمدتاً از اهالی روستای هانگا روآ بودند حاصل شده‌است.
این کتاب و به دنبالش یک فیلم به همین نام نقش به‌سزایی در شناخت عمومی جزیره ایستر و مجسمه‌های عجیب آن ایفا کرده‌اند.

## اقبال عمومی
این کتاب با جلد گالینگور در نسخه‌های بسیاری منتشر شد و همچنین چندین نسخه از آن مورد تجدید چاپ قرار گرفته‌است.
اما برخی شواهد هایردال و همچنین بعضی روش‌های او برای کسب شواهد جهت تأیید دیدگاهش توسط باستان شناسان مورد تردید قرار گرفته‌است. اما این قابل توجه است که کار میدانی او حرفه ای است زیرا او از باستان‌شناسان تحصیلکرده ای استفاده می‌کرد.

## نظریه‌ها
هایردال را اغلب با تلاش برای احیای این نظریه مرتبط می‌دانند که "برخی از فناوری‌های سنگ‌تراشی جزیره‌نشینان پلی‌نزی تقریباً مشابه فناوری برخی از اقوام مناطق آمریکای جنوبی، به‌ویژه پرو است."
اواستدلال می‌کرد که جزیره ایستر علاوه بر این که در آن پولینزیایی‌ها سکنی گزیده بودند. توسط مردم پرو در آمریکای جنوبی (منطقه‌ای که او آن را «از نظر فرهنگی توسعه‌یافته‌تر» توصیف می‌کرد) نیز مورد سکونت واقع بوده‌است.
به گفته هایردال، ساکنان جزیره ایستر اصرار داشتند که موآی (مجسمه)های جزیره ایستر با "پیاده روی" به سمت موقعیت‌های خود حرکت کرده‌اند. با توجه به این موضوع هایردال نظریه داد که این به حرکت مجسمه ای در جهت قائم اشاره دارد، با تکنیک چرخاندن آن به‌طور متناوب در گوشه‌هایش به شکل "راه رفتن"، تکنیکی که می‌تواند در حرکت دادن یک شیء بلند و با کف صاف استفاده شود (مانند کمد ایستاده). او این نظریه را روی یک موآی کوچک آزمایش کرد. با این حال، او به سرعت آزمایش را پس از آسیب به پایهٔ موآی، کنار گذاشت.
او گروهی از ساکنان را وادار کرد که مجسمه نسبتاً بزرگی را درازکشیده (که انجامش آسان بود) بکشند و بدین ترتیب نشان دهند که این روش مفید بوده‌است. او همچنین با بومیان و با استفاده از اهرم‌ها و سنگ‌ها مجسمه ای برپا کرد و نشان داد که این روش نیز کارآمد است. در آن زمان همه مجسمه‌ها دراز کشیده بودند و این مجسمه اولین بار بود که بازسازی شد.

### شواهد و مدارک
هایردال سنگ‌کاری‌های باکیفیت در جزیره (که در موارد بسیار کمی وجود دارد) را با سنگ‌کاری سرخپوستی دوران پیشاکلمبی، مانند تیاهواناکو مقایسه کرد. او در مورد دیوار حائل آهو ی ویناپ‌او گفت: "هیچ ماهیگیر پولینزیایی ای قادر به تصورش نبود، چه برسد به ساختن چنین دیواری."
هایردال ادعا کرد که منشأ تعدادی از گیاهان جزیره ایستر، از جمله نیٍ توتورا که در سه دریاچه دهانه جزیره وجود دارد، به آمریکای جنوبی بازمی‌گردد. این گیاهان اکنون (با تجزیه و تحلیل DNA که در آن زمان در دسترس نبود) به عنوان گونه ای جداگانه از گونه‌های مشابه در دریاچه تیتیکاکا آمریکای جنوبی شناخته شده‌اند. او همین ادعا را در مورد سیب‌زمینی شیرین کرد و این حقیقت یک معما است زیرا آن متعلق به آمریکای جنوبی است. همچنین یکی از ویژگی‌های فرهنگی جزیره ایستر دراز شدن لاله گوش بود. این در پلی‌نزی وجود ندارد اما در آمریکای جنوبی رایج است. از سوی دیگر، بافندگی و سفالگری (که در قاره آمریکا رواج داشت) برای ساکنان جزیره ایستر شناخته شده نبود.